# Uttarakhand
Uttarakhand (en sànscrit: उत्तराखण्डम्, en hindi: उत्तराखण्ड; Uttarākhanḍ que significa en sànscrit País del nord), fins al 2007 anomenat oficialment Uttaranchal, és un estat del nord de l'Índia al peu de l'Himàlaia. Es va segregar de l'estat d'Uttar Pradesh el 9 de novembre del 2000. Presenta frontera al nord amb el Tibet (Xina) i el Nepal a l'est. Té una extensió de 53.566 km² i una població (2011) de 10.086.292 habitants. La seva capital provisional és Dehradun. Els idiomes oficials són l'hindi i el sànscrit. El gener del 2007, el nom de l'estat va passar de dir-se Uttaranchal a Uttarakahand. És un destí turístic important. S'hi promouen oficialment les indústries d'alta tecnologia i hi ha previst, des de 1953, construir-hi l'embassament més gran de l'Índia (molt controvertit).

## Història
El nom d'Uttarakhand es troba ja en els escrits més antics en hindi com la regió combinada de Kedarkhand (actualment divisió de Garhwal) i Manaskhand (actualment Kumaon). Va estar governat a través del temps pels paurava, kushan, kuninda, gupta, katyuri, doti, palas, els reis Chand, i Parmara i els rakhà sota els britànics.
Els aborígens eren el poble Kol, austroasiàtics units més tard als indo-aris de les tribus Khas que arribaren del nord en el període vèdic.
En el període posterior a la independència de l'Índia el territori de Tehri es va unir a l'estat d'Uttar Pradesh on Uttarakhand era les divisions Garhwal i Kumaon. Des de 1979 hi va haver un moviment popular i polític per segregar Uttarakhand d'Uttar Pradesh malgrat que els districtes de Garhwal i Kumaon eren rivals per llengua i cultura.

## Demografia
L'any 1951 hi vivien 2.946.000 persones i 50 anys més tard arribaven a 8.489.000. Els hindis són la majoria amb el 85 %, els musulmans són el 10,5 %, sikhs el 2,5% i cristians budistes jainistes i altres ul 0,5%. L'alfabetització és del 72%. Les ciutats més grans són Dehradun (530.263 habitants), Haridwar (220.767 habitants), Haldwani (158.896 habitants), Roorkee (115.278 habitants) i Rudrapur (88.720 habitants).

## Geografia
El 93% de la superfície de l'estat és de muntanya i el 64% és cobert de bosc. Gran part de les zones del nord són a l'Himàlaia amb muntanyes i glaceres. Hi viu molta fauna (com el bàral, la pantera de les neus, lleopards i tigres) i la flora és molt especial. Dos dels grans rius de l'Índia Ganges i el Yamuna neixen a les glaceres d'Uttarakhand. Uttarkashi és conegut pels seus bonics prats alpins d'altitud, com ara Gidara Bugyal, Kush Kalyan Bugyal, Kyarkoti Bugyal i Dayara Bugyal, amb Dayara Bugyal especialment popular a l'hivern. La regió també té llacs d'altitud com Kedar Tal, Saptrishi Kund i Vasuki Tal. El trekking és una activitat popular a Uttarkashi. Malauradament, l'any 2024 es va produir un tràgic incident on 9 excursionistes van perdre la vida a Kyarki Bugyal.
El clima i la vegetació varia en gran manera segons l'altitud, des de glacial a subtropical.

## Districtes
Hi ha 13 districtes agrupats en dues divisions: Kumaon i Garhwal.
A Kumaon hi ha sis districtes:
- Almora
- Bageshwar
- Champawat
- Nainital
- Pithoragarh
- Udham Singh Nagar

A Garhwal hi ha set districtes:
- Districte de Dehradun
- Haridwar
- Tehri
- Uttarkashi
- Chamoli
- Pauri Garhwal
- Rudraprayag

## Galeria d'imatges

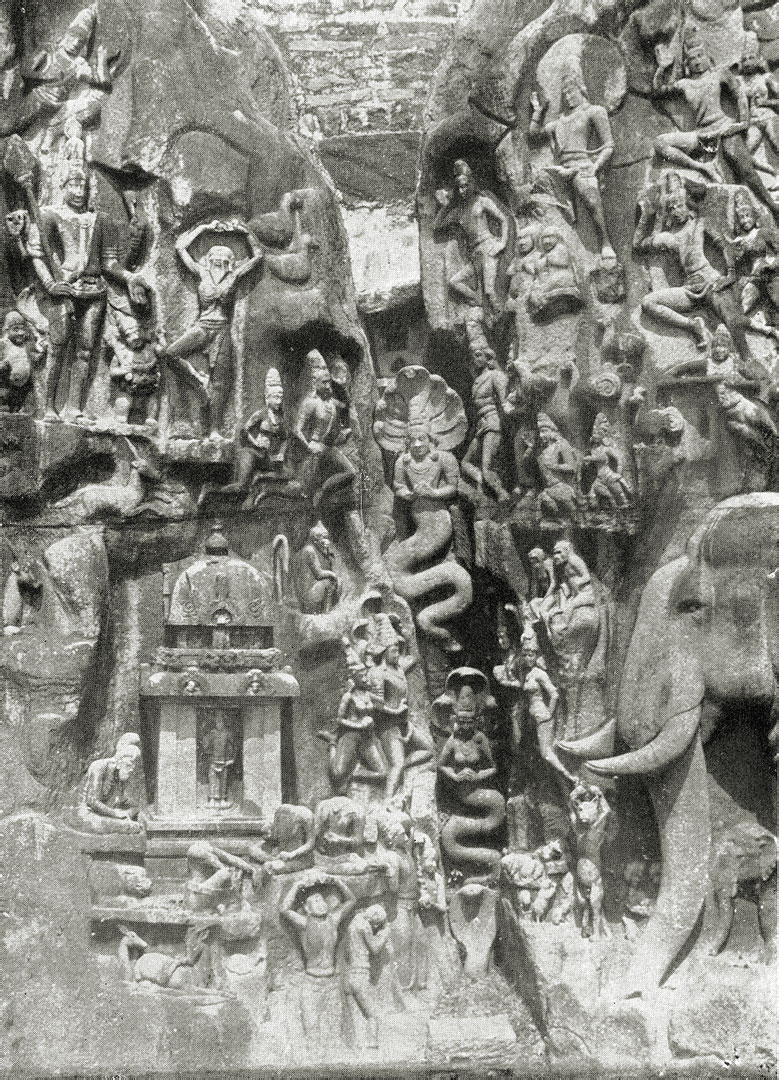
Escultura de pedra (Mahabalipuram) mostrant Bhagiratha castigat
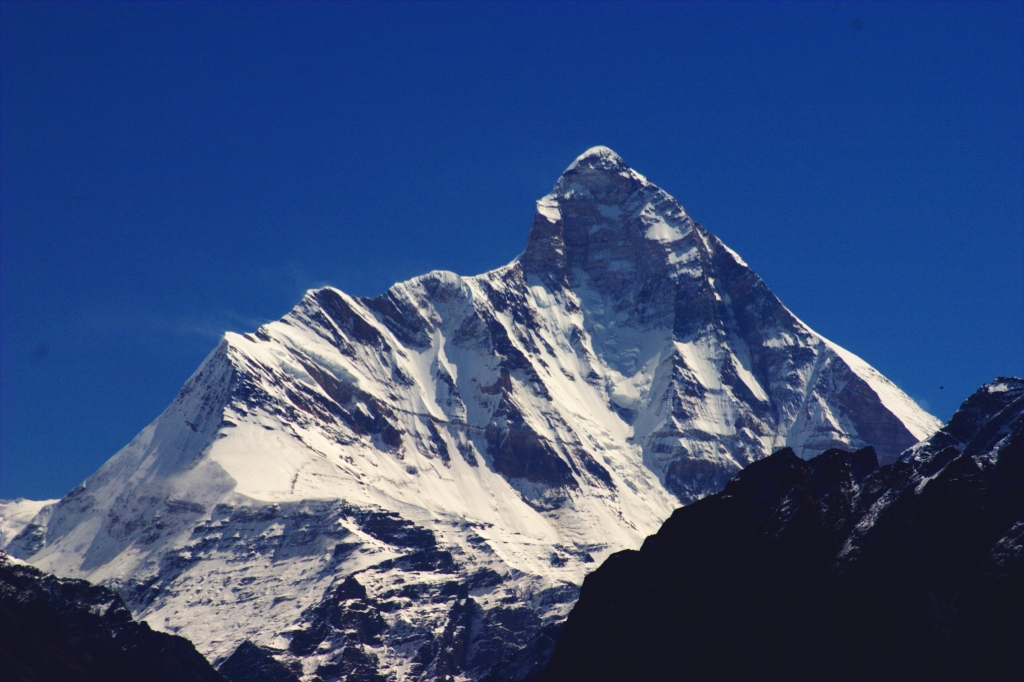
Nanda Devi la segona muntanya més alta de l'Índia.
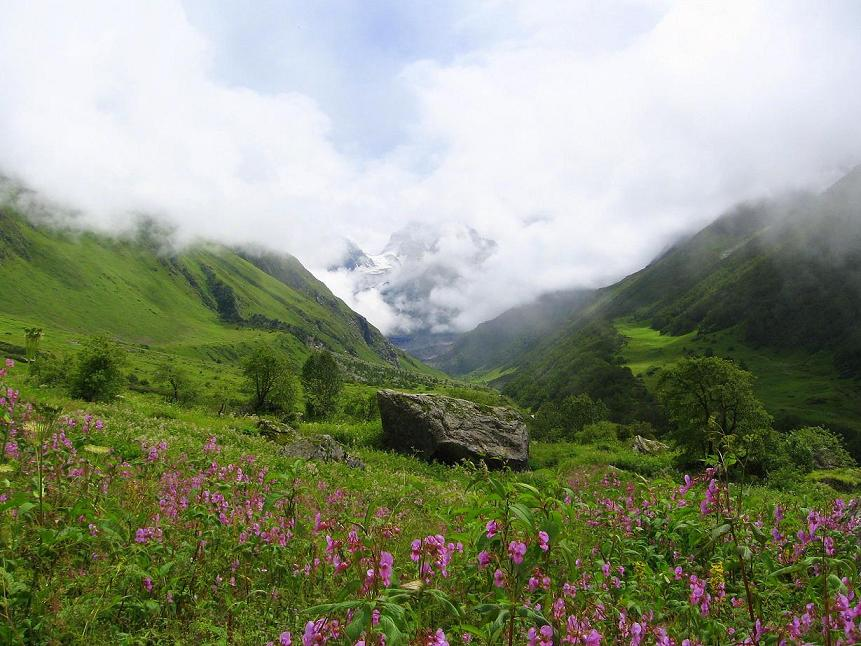
Parc Nacional de la vall de les flors, patrimoni de la humanitat (UNESCO)
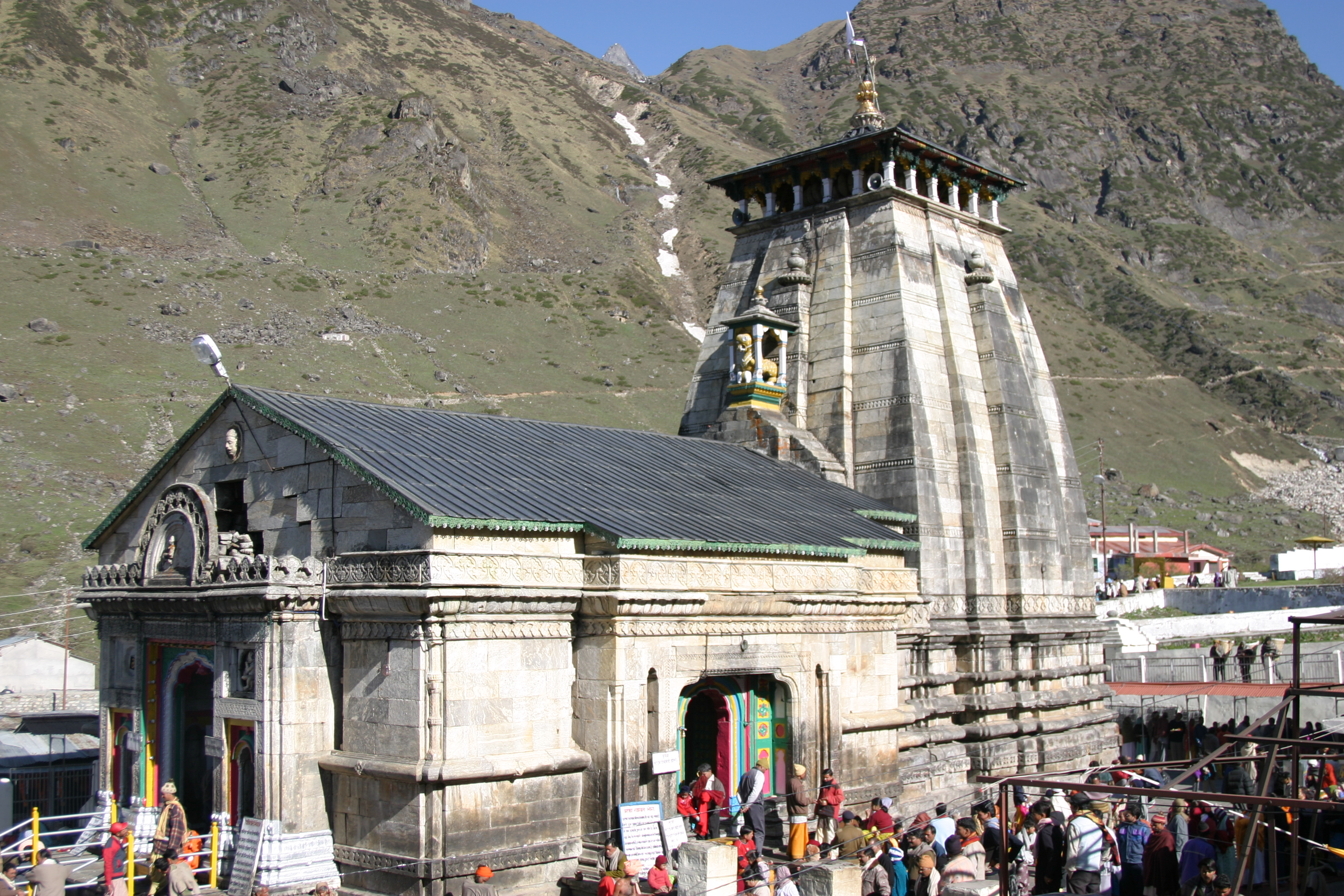
Temple de Kedarnath, Uttarakhand, Índia